# Llista de referències catalanes en obres escrites

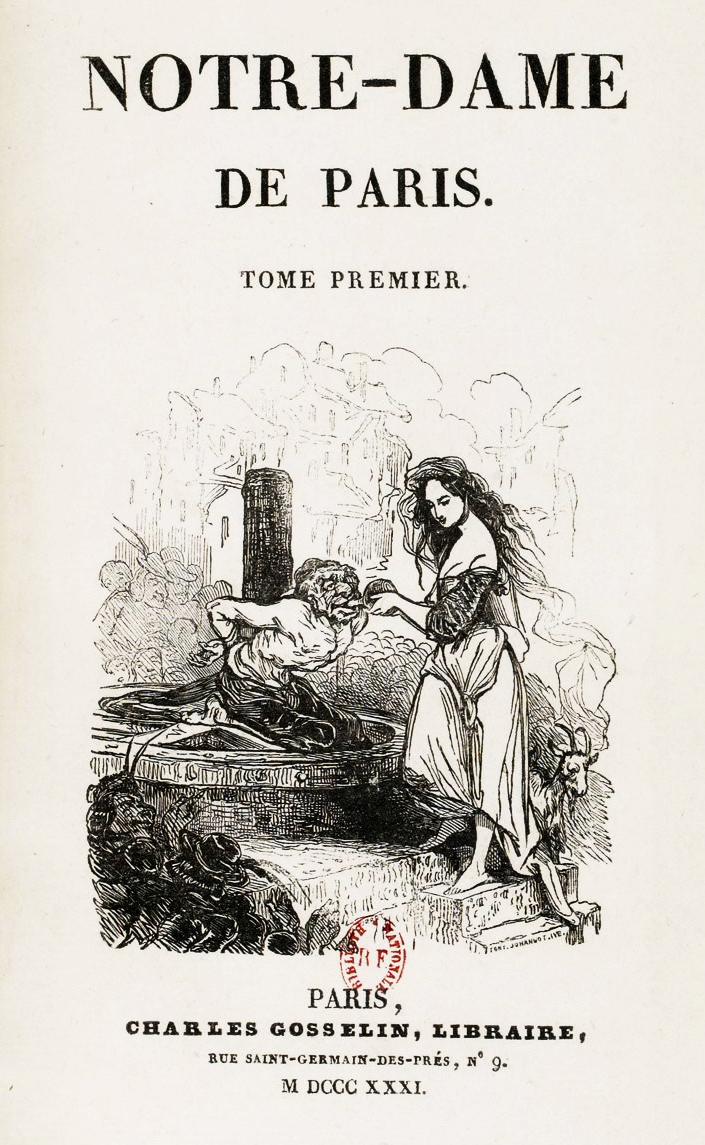
Portada de Nostra Senyora de París. La noia representa Esmeralda, gitana catalana.

En moltes obres escrites hi ha referència a personatges històrics, a personatges de ficció, a tecnologies particulars, a topònims i altres temes diversos, on s'esmenta el seu origen català o la seva relació amb Catalunya. Una llista de referències catalanes en obres escrites hauria de permetre la consulta de moltes particularitats catalanes poc conegudes.
La mateixa diversitat de conceptes inclosos, difícils de classificar, explica el format de calaix de sastre emprat. Hi ha un índex alfabètic, amb alguns temes agrupats i altres separats. No cal dir que la llista no és exhaustiva. I només és representativa en funció dels temes presentats, limitats als coneixements dels editors.
| Índex A B C D E F G H I J K L M N O P Q R S T U V W X Y Z |

## A
- Aiguardent.
  - El “Catalonian refino”: Hi ha una munió de llibres d'aventures que, malgrat ser de ficció, mostren alguns aspectes de la realitat que poden resultar interessants al lector. Alguns del llibres esmentats parlen del “Catalonian refino”, en territoris de Mèxic, Nou Mèxic, Texas, ...Es tracta de novel·les que poden llegir-se de franc i que permeten intuir una altra versió de la vida en aquelles terres que la que es pot veure al cinema.[1][2][3][4][5][6][7]
- Aldana. Joan Aldana. Coronel de Tortosa que va rebre l'espasa del rei Francesc I de França a la batalla de Pavia. També un punyal i el collaret del Toisó d'Or del mateix rei.[8]
- Alquímia. La contribució catalana a l'Alquímia europea fou determinant.[9]
  - Arnau de Vilanova. Rosarium philosophorum secunda pars alchimiae.[10]
  - Ramon Llull. De secretis naturae seu de quinta essentia liber.[11]

- Armes.
  - Armes de foc.
    - 1675. “Gispeliers” francesos, armats amb carrabines inspirades en les de “xispa” catalanes. Sébastien Le Prestre de Vauban insistia que les "gispes" catalanes eren millors que els fusells de l'època.[12][13]
    - 1678. Elogi de les “gispes” catalanes.[14]

| «                                                                                          | “... m'envoyerent dire qu'ils voyoient un homme dans le grand chemin de Barcelonne à Gironne, qui avoit la mine d'estre quelque chose, & à qui l'on voyoit une gispe sur l'épaule, qui est une espece de fusil, mais beaucoup meilleur & plus juste.”. …m'enviaren a dir que veien un home al camí ral de Barcelona a Girona, que tenia tota la pinta de ser algú important, i que duia una “xispa” penjada a l'espatlla, que és una mena de fusell, però millor i més precís… | » |
| — Relation de ce qui s'est passe en Catalogne. -Paris, G. Quinet 1678 Per..... de Caissel. | |   |

- Espases.
  - 966. Ambaixada de Borrell II a Al-Hàkam II. Obsequi de 100 espases "franques" (catalanes), molt famoses i temudes.[15]
  - 1392. Ibn Hudhayl, en la seva obra "Gala de caballeros y blasón de paladines", esmenta dues menes d'espases de qualitat: les d'acer indi i les dels francs (catalans). Aquestes darreres amb qualitats excepcionals i suposadament forjades per genis.[16]

## B
- Barca
  - Barca catalana.[17][18]
  - Vincent Giovannoni va fer un resum apassionat de les barques catalanes i de l'estil de construcció català. En la seva opinió “mai no hi ha hagut en la pesca barques de vela tan ràpides i tan belles com les barques catalanes”...”L'estil català fou imitat i adaptat donades les seves qualitats”.[19]

## C
- Camisó. Joan Camisó. Capità de Sant Feliu que va rematar i tallar el cap de Müezzinzade Ali Paixà a la batalla de Lepant.[20]
- Carraca. Hi ha una referència de l'any 1300 d'un "carachia cathelana" de 1500 bótes.[21]
- "The unerring rifle of the Catalan...". Testimoni de Lord Byron a les armes de foc catalanes (d'ànima estriada) i a la punteria dels catalans.[22]
- Un català anònim a les obres de Emilio Salgari.[23]
- La Catalana, poema.[24]
- Geoffrey Chaucer. The House of Fame."Casteloigne".[25]
- Coltell català. En el coltell català cal distingir dues etapes. La primera correspondria al “coltell catalanesch” dels almogàvers, esmentat per Ramon Muntaner i altres.[26] En la segona etapa, quan s'esmenta un coltell català (segles xviii i xix) en referències estrangeres, cal entendre un tipus de ganivet usat com a arma, prou divulgat i famós per a distingir-lo de ganivets fabricats en altres contrades.[27]
  - 1857. Assassinat de l'arquebisbe de Paris amb un coltell català.[28]
  - El coltell català d'Emilio Salgari[29]
  - Coltell català del cura Merino.[30]
- Constançó, Miquel Constançó.
- Cordill.
  - En l'obra "El vell i el mar", Ernest Miller Hemingway parla del "...bon cordill català...". La citació elogia, de forma implícita, la indústria catalana dels corders i cordillers. També indica l'ús del cordill com a llinya a l'illa de Cuba.[31]

## D
- Dard català.
  - El dard fou l'arma més important dels almogàvers. En portaven una parell i els llançaven amb força i precisió.
  - "Dardo catellano".[32]

## E
- Encarach, segner Encarach, gentilhome i mercader català a Boccaccio.[33]
- Esmeralda, gitana catalana de Nostra Senyora de París.[34][35][36]
- Espingarda.
  - Alfons el Magnànim, en l'expedició de 1433, portava 10.000 espingardes, de fabricació catalana.[37]

## F
- Farga catalana
  - Jules Verne la va esmentar a la seva novel·la L'Île mysterieuse.
  - [38]
- Flassada.
  - [39]
  - Les flassades catalanes foren famoses arreu del món. En francès, una "catalogne" o "catelogne" era una flassada catalana. En italià s'anomenava "catalana", "catelana" o "coperta di Catalogna". A Amèrica, la paraula castellana típica era, i encara és, "frazada".[40][41][42][43]

## G
- Gabriel Cerbellón

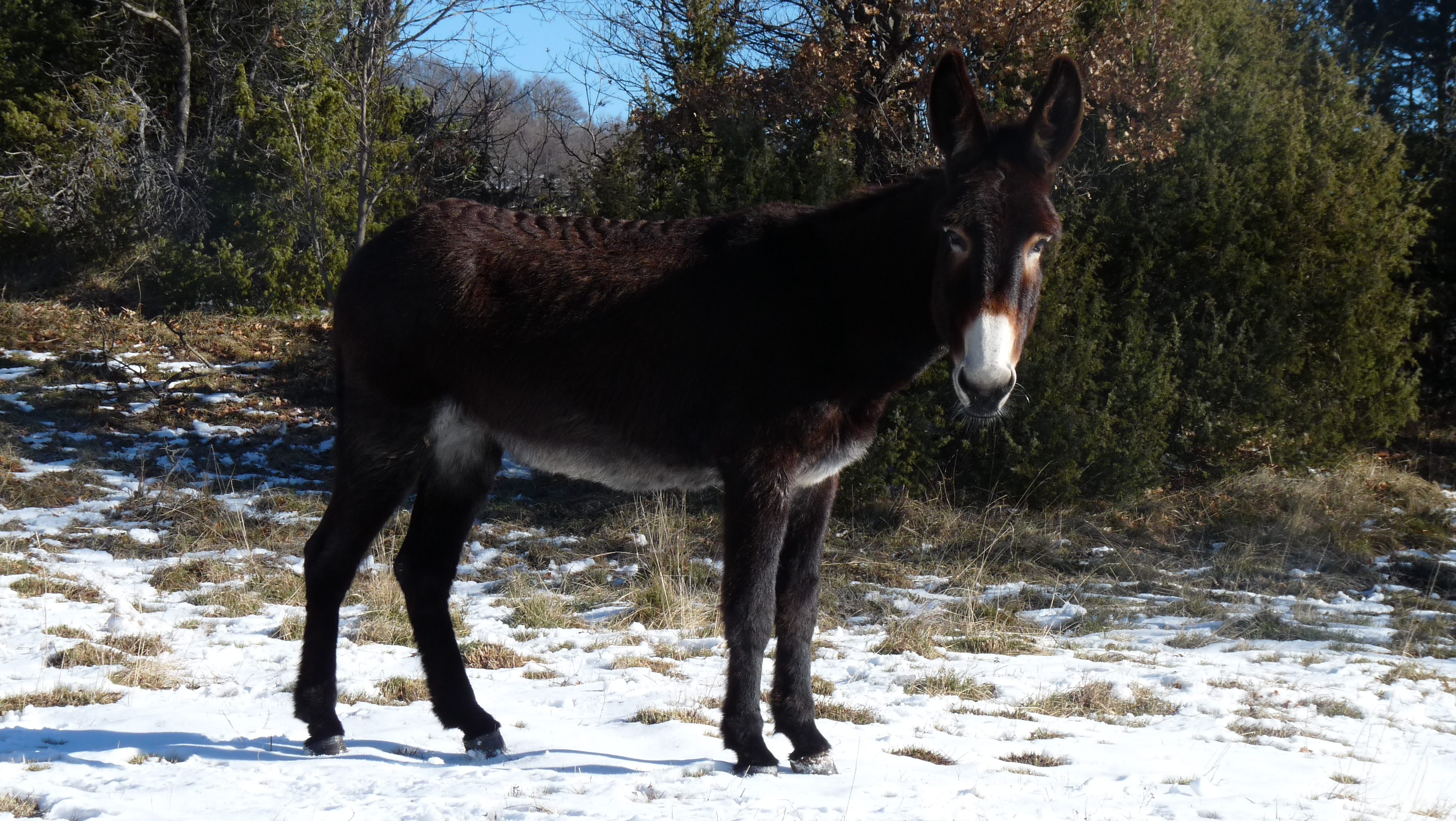
Ruc català.

- Galera i galera catalana. Les galeres catalanes i altres vaixells de la família són citades amb freqüència en tota mena de documents escrits.
  - Benedetto Cotrugli, en el seu Livro de navigatione, elogiava els navegants catalans: "Et realmente quisto modo de galee ando aptissimamente la nation Catallana et sondo aptissimi allo governo de quelle, perché le altre nationi armano solamente alli bisogni, et li Catalani al continuo fando lo misterio, et ciascheduno ne sa in parte et li Catallani in totum".[44]
  - Rafael Martí de Viciana escrigué una dita sobre el tema.[45]

| «                                                                                            | ... si en galera se hace cosa buena, el capitán ha de ser catalán... | » |
| — Martí de Viciana: Libro tercero de la Crónica de la ínclita y coronada ciudad de Valencia. |                                                                      |   |

- Gastronomia.
  - Botifarra catalana.[46]
  - És relativament freqüent l'expressió "a la catalana", referida a la cuina, en obres estrangeres.[47][48][49]

| «                                    | ...Il lesso poi faggian, starne e paoni, conzi al l'Inglese e a la Cathelana, e il rosto de vitello con caponi, zelatine diverse a la Romana... | » |
| — Comedia nova. Notturno Napolitano. | |   |

- - Fideus.[50]
  - Macarrons.
    - "Macheroni ala catelana".[51]

  - Menjar blanc. 1560: "Mangiar bianco ala catelana".[52]
  - Pollastre.
    - 1560. En un llibre de cuina italià: "Pollastri ala catelana".[53]

- Geografia i toponímia

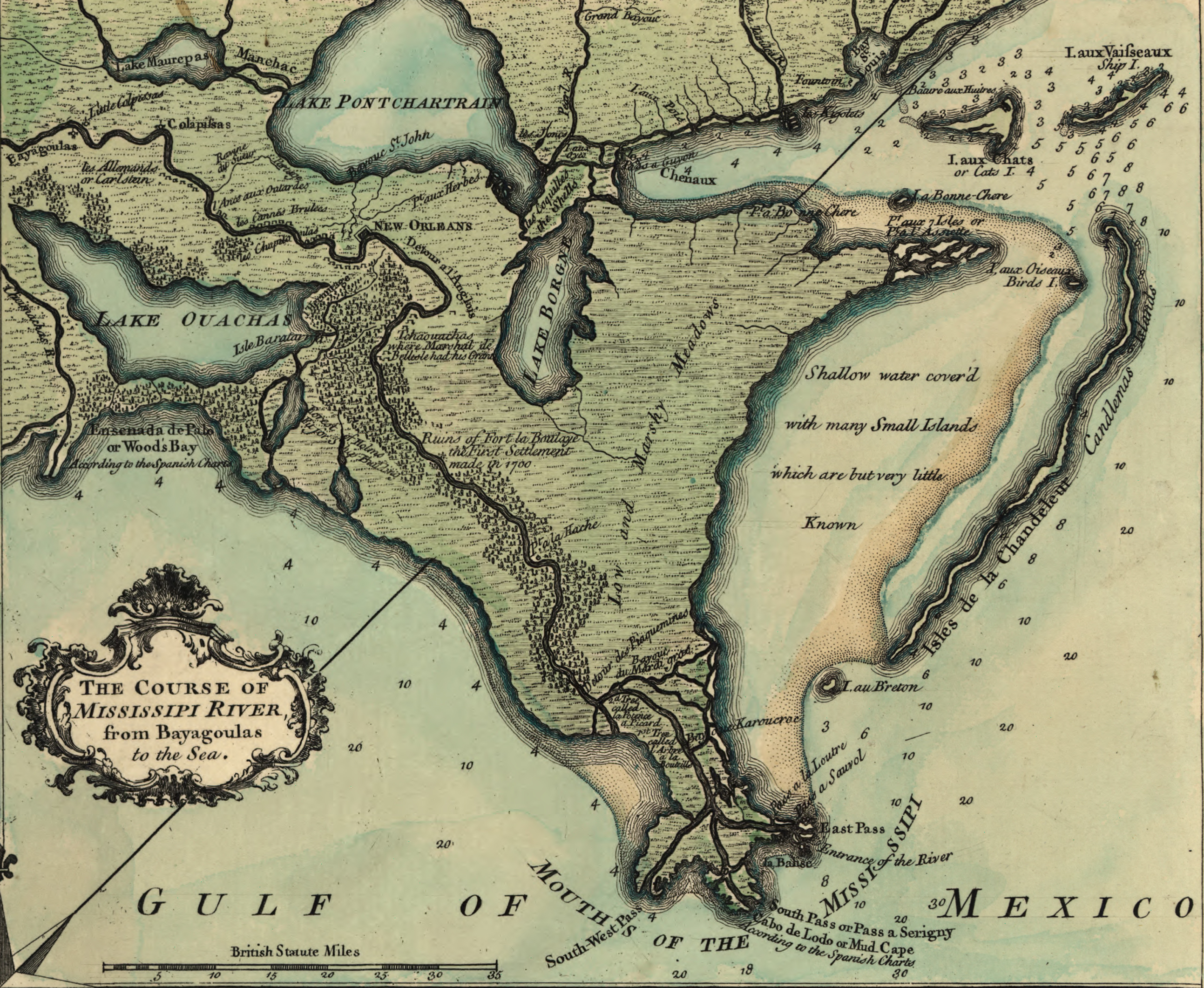
”Ensenada de Palo”. Mapa de 1720.

  - Anse des Catalans de Marsella (plage des catalans).[54]
  - Barataria Bay.[55]
  - Bayou Catalan.[56]
  - Carondelet. Actualment és un barri de Saint Louis. Fundada per un català: Lluis Pujol o Joan Bautista Pujol. Anomenada “Prairie du Catalan”, “Prairie Catalan” o “Prairie a Catalan”. “Població” més antiga que Saint Louis.[57]
  - Illa Catalana (Baixa Califòrnia)
  - A les costes de Vancouver, hi ha una petita illa que s'anomena Catala Island en honor deMagí Català i Guasch.(49° 50′ Nord, 127° 3′ Oest). També hi ha un estret entre illes conegut com a Catala Passage (52º 16" Nord, 128° 43′ Oest) a la Colúmbia Britànica, Canadà.
  - Catalan Bay.[58]
  - Isla Cristina. Vegeu també Emigració catalana del segle XVIII a Isla Cristina.[59][60][61][62]
  - Laigueglia.[63]
  - Illa de Montserrate (Baixa Califòrnia).[64][65][66][67]
  - Ruga Catalana.[68]
  - Sanlúcar de Barrameda. "... loci catalanorum...".[69]
  - Tahití. Isla de Amat.
  - Torre del Catalán.[70]
  - Village Catalan (Luisiana), al bayou Bienvenu o Catalan.[71]
  - Village des Catalans (Marsella)[72]
  - Els catalans a Marsella s.XVII-XIX.[73]
  - La Ciotat. Repoblada per catalans.[74][75]
  - Wood Bay. El nom antic en castellà "ensenada de Palos" podria indicar un possible origen en Pals.[76]
- Guarà català.[77][78][79][80]
- Guitarra
  - Johannes Tinctoris.

| «                                                    | Quinetiam instrumentum illud a Catalanis inventum: quod ab aliis ghiterra: ab aliis ghiterna vocatur: ex lyra prodiisse manifestissimum est. Hec enim ut leutum (licet eo longe minor sit) et formam testudineam: et chordarum dispositionem atque contactum suscipit... Ghiterre autem usus: propter tenuem ejus sonum: rarissimus est. Ad eamque multo sepius Catalanas mulieres carmina quaedam amatoria audivi concinere: quam viros quicpiam ea personare. | » |
| — Tinctoris, Johannes. De inventione et usu musicae. | |   |

## H
- Hams. Vegeu Pesca/hams.

## J
- Justícia.
  - [81]

## L
- Llança.
  - "Ti sia data lanzata catalana".[82]
- Lope de Vega. "El gallardo catalán".[83][84]

## M

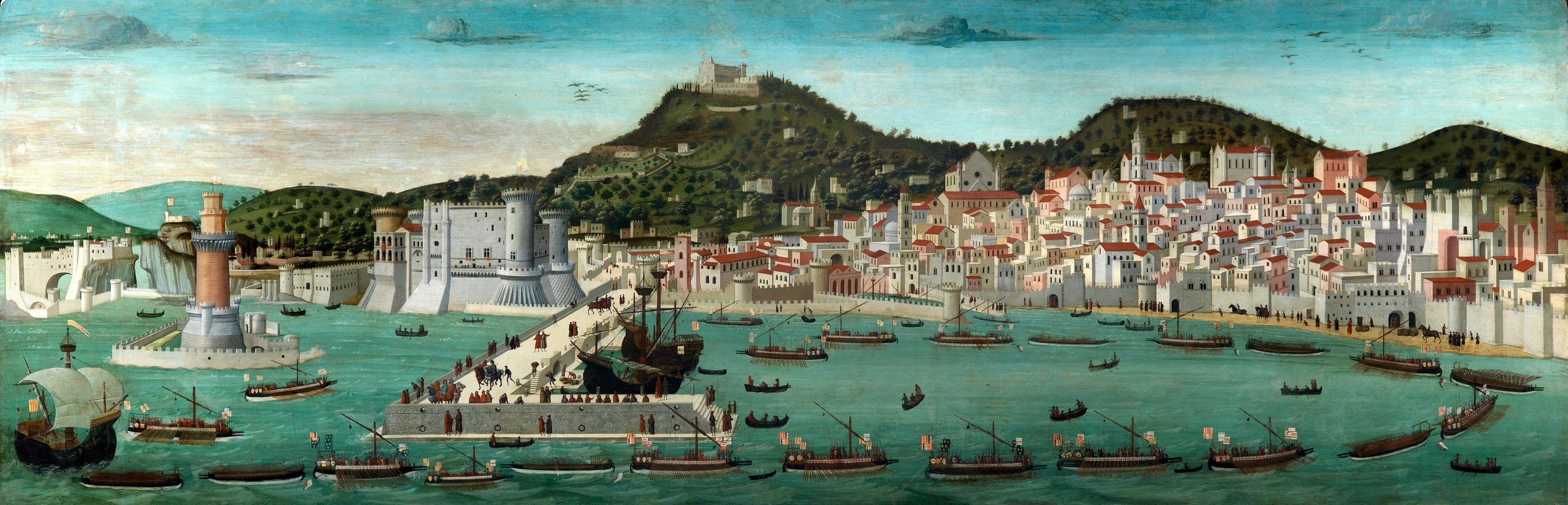
Estol català tornant victoriós a Nàpols.

- Magí Català i Guasch. Missioner català a Califòrnia. De jove fou un gran genet i caçava ossos bruns amb llaç escorredor. De gran dugué una vida pietosa a la Missió de Santa Clara.[85]
- Magrana de pólvora (1433). L'estol d'Alfons el Magnànim que salpà cap a Sicília, va carregar a Barcelona moltes “magranes de mà” primitives (200.000 unitats!!).[86][87][88][89]

| «                                                                        | “...Encara portava .CC. mília magranes de coure plenes pólvora, e com hi metien foch fien gran remor, e, com se trenquaven los troços, fien tant de mal que metien per terra a quants toquaven...” . | » |
| — Melcior Miralles: Crònica i dietari del capellà d'Alfons el Magnànim . | |   |

- Magranes de vidre en el setge de Tarragona (1811): foren llançades contra els francesos moltes granades de vidre negre fabricades a Mataró: uns quants milers. Eren més efectives i temibles que les de ferro.[90][91]
- Marisalada, la noia anomenada "gaviota", en l'obra La Gaviota de Cecilia Böhl de Faber y Larrea. Filla d'un pescador català.[92]
- Mateo, pescador català de Sant Feliu.[93]
- Medicina i farmàcia.
  - Angostura.[94]
  - Pharmacopoea cathalana siue Antidotarium barcinonense. Joan Alòs.[95]
  - Herba escurçonera.[96] Vegeu Escurçonera de nap.
- Motociclisme.

| Pilot                    | Campionats any 2013               |
| ------------------------ | --------------------------------- |
| Marc Márquez             | Campionat del món de MotoGP       |
| Pol Espargaró            | Campionat del Món de Moto2        |
| Maverick Viñales         | Campionat del Món de Moto3        |
| Laia Sanz i Pla-Giribert | Campionat del Món de trial femení |
| Toni Bou                 | Campionat del Món de trial        |
| Toni Bou                 | Campionat del Món de trial indoor |

- Mula
  - Mula catalana.[97]
  - Tractat de les mules. Salvador Vila.[98]
- Múrcia, repoblada amb catalans.[99]

## N
- Navegació.
  - Ampolleta.
  - Cartes portolanes.
    - [100]

  - Coca Sant Climent
  - Llibre del Consolat de mar de Barcelona.[101]
  - La llibertat de comerciar lliurement amb Amèrica va permetre una expansió molt important de la marina mercant catalana. Segons Laborde (1827) hi havia catalans i barques catalanes en molts indrets del món. I no eren rars els viatges d'aquelles barques cap a Amèrica.[102] Les barques catalanes podien ser contemplades i comparades amb altres embarcacions semblants o diferents. Velocitat, solidesa, qualitats marineres,... I molts testimonis foren favorables a les embarcacions catalanes i als pilots catalans.[103][104]
    - A la vila de Masnou, entre una població d'uns 4000 habitants, hi havia 800 capitans de vaixell.
    - Segons testimoni de Joseph Tastu, un pilot català de 14 anys (un pràctic) es disposava a fer el seu tercer viatge a l'Havana en una tartana.[105]

## P
- Partenó.
  - [106]
- Pasta de polir.
  - Pasta mineral catalana.[107][108]
- Pau i Treva de Déu
  - Toluges (Rosselló)
- Pedres.
  - "Los catalanes de las piedras sacan panes".[109]
- Persones reals.
  - Francesc Bacó. Francesc Bacon. Frare carmelita professor de la universitat de Paris. Fou anomenat: el Doctor sublim.[110]
  - Antoni de Bastero i Lledó. Autor de la Crusca provenzale.
  - Pere Berga.[111]
  - Constançó, Miquel Constançó.
  - Josep Dalmau el tortosí. Prestidigitador.
  - Gabriel Moraga. Fill de catalans. Primer explorador blanc del Merced Valley i Merced River.[112]
  - Pere de Perpinyà.[113]
  - Pujol. Joan Pujol, cap de miquelets catalans al servei dels francesos.
  - Guillem Sant Climent.[114]
  - Sedacer, Guillem Sedacer.
  - Músics.
    - Miquel Llobet i Solés
    - Emili Pujol i Villarrubí
    - Ferran Sor i Muntades
- Personatges de ficció.
  - Encarach, segner Encarach, gentilhome i mercader català a Boccaccio.
  - Esmeralda, gitana catalana de Nostra Senyora de París.
  - Mercè Herrera, la Mercedes de El comte de Montecristo
  - Mondego, Fernand Mondego, català de Marsella a l'obra El comte de Montecristo
  - Pepita i Pepe, catalans de Marsella segons una narració.[115]
  - Pere Fi.[116]
  - Scaramanga. Francesc Scaramanga. Personatge català d'una novel·la d'Ian Fleming. The Man with the Golden Gun.
- Pesca.
  - El 1791, el barceloní Antoni Sañez Reguart fou autor del «Diccionario histórico de los artes de la pesca nacional», publicat en cinc volums amb 346 làmines.
    - Volum 1.[117]
    - Volum 2.[118]
    - Volum 3.[119]
    - Volum 4.[120]
    - Volum 5.[121]

  - Hams.
    - Els catalans Sala, pare i fill, fundaren la primera fàbrica d'hams a Marsella.[122]

  - Palangre.
  - Pescador català anònim en un exemple de pràctiques de pesca a Marsella.[123]
- "Pito catalán", expressió castellana indicant "fer pam i pipa".[124]
- Pólvora sense fum.
  - L'any 1846 Josep Roura i Estrada va inventar, a Barcelona, la que va anomenar “pólvora blanca”. Es tractava d'una pólvora sense fum, incolora, no higroscòpica i que no degradava ni embrutava les armes de foc. Segons l'inventor i diverses proves públiques realitzades, una tercera part de pólvora blanca (o pólvora de Roura) proporcionava els mateixos efectes balístics que una quantitat normal de pólvora negra.[125][126][127][128][129]
- Porró.[130][131][132][133]
- Pujol. Joan Pujol, cap de miquelets catalans al servei dels francesos.[134][135]

## S
- Emilio Salgari. A la novel·la “El corsari negre”, hi ha un personatge català amb un cert protagonisme.[136]
- Salnitre. En l'inventari de càrrega d'una nau catalana naufragada l'any 1380 a les costes angleses quan feia la ruta Gènova-Sluis, hi constava una bóta de pólvora de salnitre (One pipe pulveris salvistri).[137][138]
- Sant Feliu de Guíxols.[139]
- Scaramanga. Francesc Scaramanga. Personatge català d'una novel·la d'Ian Fleming. The Man with the Golden Gun.[140][141]
- Sedacer, Guillem Sedacer.
  - Vegeu Vidre català.[142]
- Stephen Maturin. Personatge català-irlandès de la sèrie Aubrey-Maturin, de l'escriptor Patrick O'Brian.[143]
  - Vegeu el film Master and Commander: The Far Side of the World.

## T
- Tècnica i tecnologia.
  - Carro català.[144][145][146][147][148]
  - Cordes de viola. Vegeu "Cordes catalanes" a l'article Catgut.
    - Alguns experts coincideixen en interpretar les cordes "Catlins" o "Catlines" dels llaüts del Renaixement com a "cordes catalanes". Això indicaria el paper pioner dels regnes catalans en la fabricació dels elements indicats i la seva exportació.[149] En ambients musicals i comercials les cordes per a instruments es designaven pel seu lloc de procedència (Romans, Minikins, Lyons, Pistoys, Catlins...).[150] Segons altres fonts, la dificultat o impossibilitat d'importar "catlins" va provocar modificacions en els instruments en èpoques determinades, fins que hi hagué altres fabricants.[151]

  - Escapament català.[152][153][154][155]
  - 1855: L'industrial català Casimir Domènech presenta a l'Exposició Universal de París cilindres i planxes d'acer de grans dimensions amb un tremp molt elevat i de gran penetració, seguint un procediment no especificat. Peces de característiques similars (en duresa, resistència i tenacitat) serien molt adequades per alguns components de motors.[156]
  - 1917: L'enginyer ripollès Ramon Casanova i Danés va presentar i patentar un pulsoreactor, que va denominar Motor de explosión para toda clase de vehículos. Una reproducció d'aquest pulsoreactor s'exhibeix al Museu de la Ciència i la Tècnica de Catalunya a Terrassa.[157][158]
  - 1923. Motor Pescara, de pistons lliures.[159]
  - Paper.
  - Telescopi. Vegeu Joan Roget i Miquel Roget.
  - Tinta. Una de les fórmules o receptes de tinta més antigues a occident fou deguda a Ramon Llull. Una tinta resistent a l'aigua, un cop seca.[160]
  - Vidre. Vegeu Guillem Sedacer.
  - Volta catalana.
- Templers.
  - Arnau de Torroja.[161]
  - En el concili de Viena, dos cavallers catalans varen reptar dos cavallers francesos. Els catalans defensaven la memòria del difunt papa Bonifaci VIII.[162][163][164][165][166][167]

## U
- Uixera
  - [168]

## V
- Vela catalana.

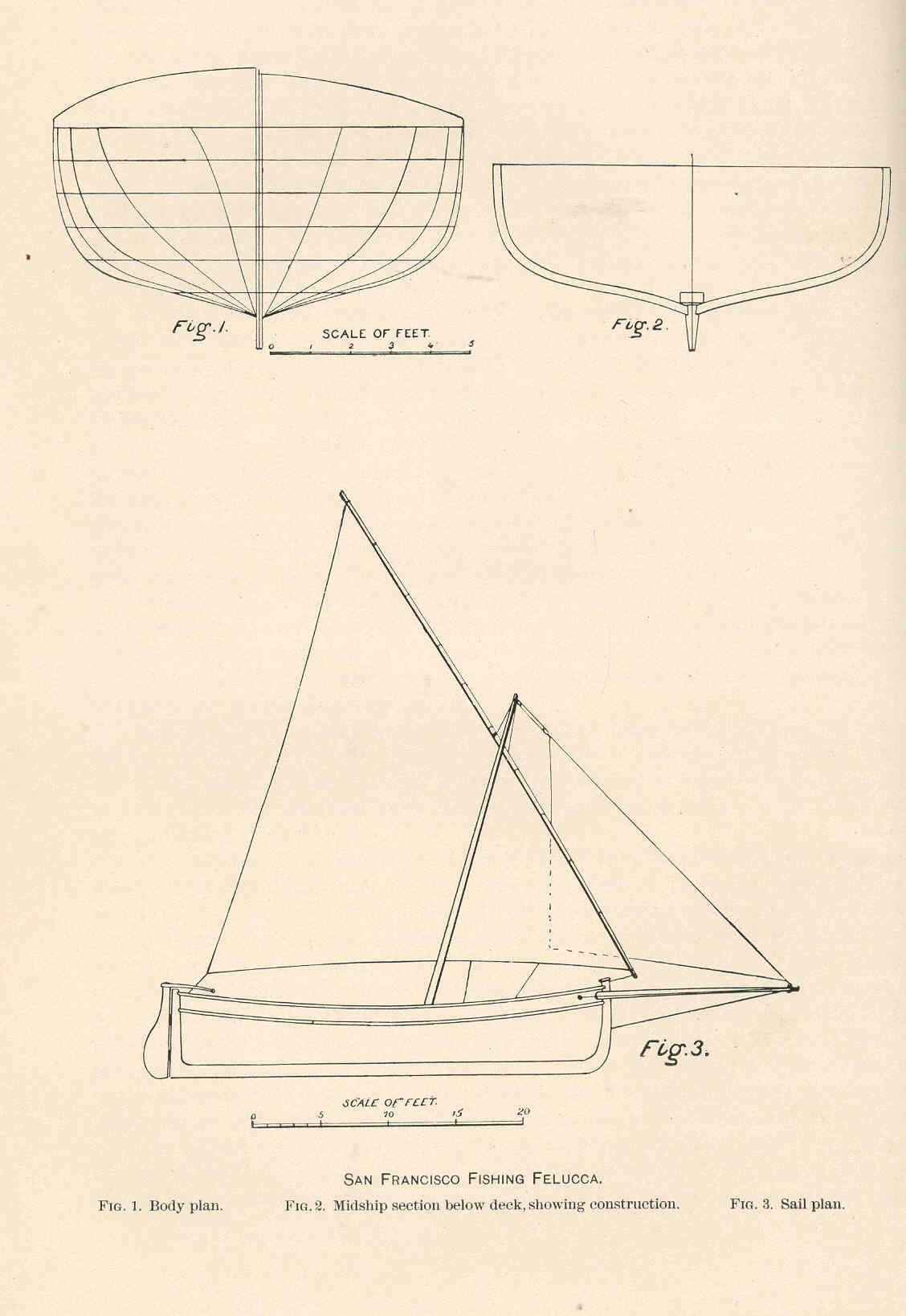
”Falucca” de pesca de San Francisco- catalonia rigged".

  - Les famoses “felouccas” de San Francisco portaven veles llatines anomenades pels mateixos pescadors “veles catalanes” o amb "aparell català": "They are keeled, decked-over, lateen or, as some insist, catalonia rigged'".[169][170][171]
  - Patí de vela
  - Santiago Amat Cansino. Medalla de bronze de vela als Jocs de 1932.[172]
- Venjança.
- Vilardell. Espasa de Vilardell.
- Voltaire.[173][174][175]

## W
- Wood Bay. Vegeu Geografia.

## X
- Xabec.
  - Xabec català.[176]
- Xerinola.

## Y
- Yorba.
  - [177]

## Z
- Zacint (ciutat)*[178][179]